# Ok, You’re Right
«Ok, You’re Right» — промосингл американского рэпера 50 Cent, из его четвертого студийного альбома Before I Self Destruct. Также, песня вышла в качестве промосингла к микстейпу War Angel LP и вошла в микстейп The Swine Flu рэпера Tony Yayo.

## О песне
Песня была спродюсирована и сведена Dr. Dre, когда 50 Cent был в Детройте с Eminem и Dr. Dre. 18 мая 2009 года, «чистая» версия трека просочилась на радио Hot 97 с Funkmaster Flex. Через пару часов, официальная версия песни была выпущена на сайте 50 Cent: Thisis50.com.

## Видеоклип
Клип был выпущен 1 июля 2009 года на сайте Thisis50.com. За два дня до выхода на сайте стоял таймер с обратным отсчётом. Был сделан конкурс на радио Hot 97 и сайте Thisis50.com. Победитель конкурса смог сняться в музыкальном видео
В видеоклипе также есть участники его группы G-Unit: Lloyd Banks и Tony Yayo.

## Ремикс
Были четыре ремикса на песню. Одна с Maino. Другой с Cassidy. Третий, при участии бруклинского рэпера Papoose. И четвёртый при участии Hell Rell под названием трека «Okay You’re Dead».

## Список композиций
Цифровая дистрибуция
| №  | Название                           | Автор(ы)                                                | Продюсер(ы)          | Длительность |
| -- | ---------------------------------- | ------------------------------------------------------- | -------------------- | ------------ |
| 1. | «Ok, You’re Right» (album version) | C. Jackson, A. Young, M. Batson, D. Parker, T. Lawrence | Dr. Dre, Mark Batson | 3:04         |